# Systropus cantonensis
Systropus cantonensis är en tvåvingeart som först beskrevs av Günther Enderlein 1926.  Systropus cantonensis ingår i släktet Systropus och familjen svävflugor. Inga underarter finns listade i Catalogue of Life.